# ZTE Grand Memo
De ZTE Grand Memo is een phablet van de Chinese fabrikant ZTE. Het toestel wordt geleverd met Android-versie 4.1. De phablet werd als eerste op de Chinese markt uitgebracht met verdere uitrol naar Europa.
De Grand Memo heeft een schermdiagonaal van 5,7 inch en behoort daarmee tot de phablets, een categorie gelegen tussen de smartphones en de tablets. Het grote aanraakscherm heeft een resolutie van 720 x 1280 pixels. De Grand Memo draait op een quadcore-processor van 1,5 GHz en beschikt over 2 GB RAM-geheugen. Aan de achterkant van de phablet bevindt zich een 13 megapixelcamera.